# Nit fosca de l'ànima
Nit fosca de l'ànima és una metàfora utilitzada per descriure una fase en la vida espiritual d'una persona, marcada per un sentit de solitud i desolació. S'hi fa referència en tradicions espirituals de tot el món, però en particular en el cristianisme.

## Poema i tractat per Sant Joan de la Creu

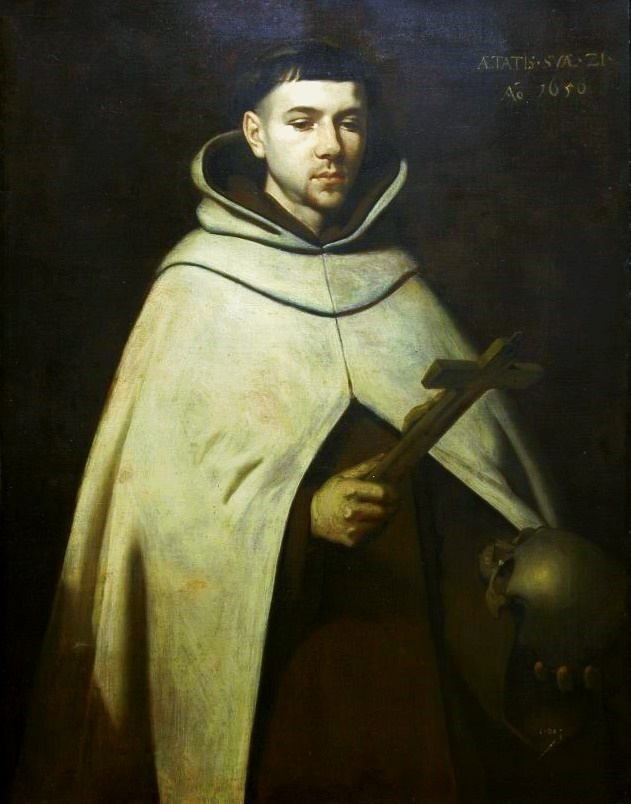
Joan de la Creu

Nit fosca de l'ànima (La noche oscura del alma) és el títol d'un poema escrit pel poeta espanyol del segle xvi Joan de la Creu, místic Catòlic Romà, així com d'un tractat que escriuria més tard, fent comentaris sobre el poema. Sant Joan de la Creu era un sacerdot de l'Orde dels Carmelites. El seu poema narra el viatge de l'ànima des de la seva casa corporal fins a la seva unió amb Déu. El viatge ocorre durant la nit, que representa les dificultats que l'ànima afronta en viatjar des del món i arribar a la llum de la unió amb el Creador. Hi ha uns quants passos en aquesta nit, que es relacionen en successives estrofes. La idea principal del poema es pot veure com l'experiència dolorosa que la gent suporta quan procura créixer en maduresa espiritual i unió amb Déu. El poema es divideix en dos llibres que reflecteixen les dues fases de la nit fosca. La primera és una purificació dels sentits. La segona i més intensa de les etapes és la de la purificació de l'esperit, que és la menys comú de les dues. Nit fosca de l'ànima a més descriu els deu passos en l'escala d'amor místic, prèviament descrit per Sant Tomàs d'Aquino i en part per Aristòtil. El text s'escrivia mentre Joan de la Creu era empresonat pels seus germans Carmelites, que s'oposaven a les seves reformes a l'Ordre.
El tractat, escrit més tard, és un comentari teològic del poema, explicant el seu significat estrofa per estrofa.

## Ús del terme en la tradició cristiana
El terme "nit fosca (de l'ànima)" es fa servir en el cristianisme per a una crisi espiritual en un viatge cap a la unió amb Déu, semblant a allò descrit per Sant Joan de la Creu.
Santa Teresa de Lisieux, una Carmelita francesa del segle xix, sofria una experiència similar. Centrant-se en dubtes sobre la vida després de la mort, segons hom diu, explicava a les seves monges amigues "de si sabien en quina foscor estava submergida,."
Tot i que aquesta crisi és normalment provisional per naturalesa, també pot durar períodes llargs. La "nit fosca" de Sant Pau de la Creu al segle xviii va durar 45 anys, a la fi dels quals es va recuperar. Teresa de Calcuta, segons cartes escrites el 2007, "pot ser el cas més conegut oficialment", d'aquesta mena de crisi, des de 1948 gairebé fins a la seva mort el 1997, la va patir, amb només breus períodes d'alleujament. El frare franciscà Benedict Groeschel, un amic de la Mare Teresa durant una gran part de la seva vida, va declarar que la foscor li marxava cap al final de la seva vida.
Jesus Crist també pot haver experimentat tal crisi, quan pronuncia El Meu Déu, el Meu Déu, per què m'has abandonat? en la creu, abans de morir.
Típicament per a un creient a la nit fosca de l'ànima, les disciplines espirituals (com oració i dedicació coherent a Déu) de cop i volta semblen que perdin tot el seu valor; l'oració tradicional és extremadament difícil i ingrata per un període estès de temps durant aquesta "nit fosca." L'individu pot sentir que com si Déu l'hagués abandonat de cop i volta. I la seva vida d'oració s'hagués col·lapsat. És important fixar-se tanmateix que la presència de dubte no és equivalent a abandonament, de fet hi ha una tradició Bíblica forta de confusió autèntica davant de Déu. En els Salms 13, 22, i 44 el rei David, sofreix confusió seriosa i angoixa davant de Déu, tanmateix això no és condemnat o no se l'esmenta com a infidel.
Més que ocasionant la devastació permanent, la nit fosca es veu pels místics i altres com una benedicció disfressada, per la qual cosa l'individu està despullat (a les fosques) de l'èxtasi espiritual associat amb actes de virtut. Encara que l'individu pot per un temps semblar que declini aparentment les seves pràctiques de virtut, en realitat es torna més virtuós, en la mesura que està sent virtuós menys per a les recompenses espirituals (èxtasis) obtingudes i més per un amor veritable per Déu. És aquest purgatori, un purgatori de l'ànima, que porta puresa i unió amb Déu.

## Sufisme
Certs estudiosos suggereixen que aquest concepte de la nit fosca de l'ànima prové d'una influència del sufí andalusí Ibn Abbad ar-Rundí i, més generalment, de la tariqa xadhilita, i dibuixen connexions detallades entre aquests ensenyaments i els de sant Joan de la Creu. Altres estudiosos però, com José Nieto, sostenen que aquesta doctrina mística és força universal i que les similituds que existeixen entre els treballs de Sant Joan i d'Ibn Abbad són el fruit d'un desenvolupament independent i no pas d'una influència.

## En el budisme
Segons la meditació del budisme vipassana el practicant passa per "setze etapes del pensament" (nanas) en la seva recerca del 'despertar'. D'aquests, els passos cinc a deu són "el coneixement del sofriment" (dukkha nanas), i els budistes occidentals i els professors de budisme regularment comparen aquesta experiència a la Nit fosca, per exemple Jack Engler.
Els cinc passos són: coneixement de dissolució (bhanga nana); coneixement del temor (bhaya nana); coneixement de sofriment (adinava nana); coneixement del fàstic (nibbida nana); coneixement del desig d'alliberar-se (muncitukamayata nana) i coneixement de recontemplació (patisankha nana). Tot això seria necessari, ja que un cop superats aquests passos s'arriba al catorzè que és el del "Coneixement del camí" (maga nana).
Aquestes experiències han conduït a l'especulació que la Nit fosca és un estat espiritual o místic reconegut independentment d'un sistema de valors específic. L'autor budista Daniel Ingram, que també invoca St. Joan, utilitza el terme "mapes" per la seqüència d'estats mentals: "Els mapes cristians, els mapes sufís, els mapes budistes dels tibetans i del theravada, així com els mapes de cabalistes i hindús són extraordinàriament coherents en els seus fonaments. (…) Aquests mapes, budistes o altres, parlen d'alguna cosa d'inherent sobre la manera en què la ment avança en el camí de la saviesa fonamental de la ment i del cos."
No totes les variants de budisme reconeixen però aquestes etapes.

## En la cultura popular
- F. Scott Fitzgerald escrivia la frase famosa "La real nit fosca de l'ànima passa sempre a les tres en punt de la matinada" a The Crack-Up
- L'humorista Douglas Adams satiritzava la frase en el títol de la seva novel·la de ciència-ficció de 1988, The Long Dark Tea-Time of the Soul
- El grup de rock alternatiu Sparklehorse junt amb el seu productor Danger Mouse i el director i artista visual David Lynch col·laborant amb altres artistes com Vic Chesnutt, Jason Lytle i Wayne Coyne han creat un projecte audiovisual anomenat Danger Mouse and Sparklehorse Present: Dark Night of the Soul. També s'ha utilitzat com a títol de cançó per altres bandes i artistes de música, incloent-hi Steve Bell, Loreena McKennitt (a The Mask and Mirror), The Get Up Kids, Mayhem i CHH artist shai linne en el projecte Solus Christus. El grup noruec Mayhem anomenava una cançó del seu àlbum Quimera Dark Night of The Soul.
- El personatge que interpreta Bill Murray a la pel·lícula Atrapat en el temps fa una referència a la Nit Fosca de l'Ànima. En l'episodi final de Father Ted ("Anant-se'n a Amèrica"), el Pare sacerdot Kevin deprimit explica a Ted que està experimentant la "nit fosca de l'ànima". A l'episodi 5371 de la sèrie dels Estats Units The Bold and the Beautiful, Bridget Forrester (Ashley Jones) i Brooke Logan (Katherine Kelly Lang) parlen d'espiritualitat i el propòsit de l'existència humana a través de la referència i la citació directa de la "Nit Fosca de l'Ànima".